# Ștefan Vasile
Ștefan Vasile (n. 17 februarie 1982, Brăila, România) este un canoist de origine română, vice-campion european în 2012 la proba de K-4 1000 m.